# Jacques Rivette
Jacques Rivette (1. března 1928 Rouen – 29. ledna 2016 Paříž) byl francouzský filmový režisér, herec a filmový kritik.

## Osobní a profesní život
Spolu s Jean-Luc Godardem patřil mezi experimentální představitele režie Francouzské nové vlny (Nouvelle vague).
Narodil se v Rouen. Roku 1950 se přidal k Ciné-Club du Quartier Latin a začal psát filmové kritiky pro malý filmový žurnál Gazette du Cinema. V tomto období natočil první krátkometrážní filmy Aux Quatre Coins (1950), Le Quadrille (1950) a Le Divertissment (1952). V roce 1952 začal přispívat do nejznámější francouzské kritické revue Cahiers du cinéma a s několika dalšími osobnostmi Éricem Rohmerem, Jean-Luc Godardem, François Truffautem, Claudem Chabrolem či Lucem Moulletem vytvořil základ Francouzské nové vlny.
Rivettova tvorba a profesionální vývoj se ubíraly nestandardními cestami, často bojoval o pouhou možnost točit, jeho filmy byly často nízkonákladové. Prvních dvacet let své tvorby patřil mezi filmový underground a lze ho zařadit mezi velké filmové experimentátory. Ve svých filmech s oblibou směšoval několik příběhů (romantický, mysteriozní, komický) a dával ve velké míře prostor herecké stylizaci. Na rozdíl od svých generačních souputníků však vždy používal pevný scénář, umožňoval však hercům textové improvizace.
Svou estetiku odvozoval v počátku z americké kinematografie, zejména ze snímků natočených režiséry, jako byli Robert Aldrich, Howard Hawks nebo Frank Tashlin.
Často zachycoval prolínání divadla, filmu a reality. Pro tvrdošíjnost s jakou se k těmto tématům vracel lze u některých filmů hovořit až o konceptuální tvorbě: například vedlejší "produkt" filmu La bande des quatre (1988) zachycujícího mimo jiné průběh zkoušek skupiny mladých hereckých adeptek byla reálná divadelní představení uváděná po určitou dobu herečkami v pařížských divadlech.
Rivette opakovaně spolupracoval se stejnými hereckými týmy mezi nimiž mají čestné místo Bulle Ogier a Jane Birkin. Nechával své herce často jednat s nepravděpodobnými přehrávanými gesty a v složitých, zjevně předpřipravených choreografiích, které nikterak nesouvisely s realitou zachycovaného děje, spíše zobrazovaly jeho druhé roviny. Rivettova estetika a dramaturgie zdůrazňovala záběry celků a polocelků namísto detailů tváří a upřednostňovala zachycování dlouhých, nesestříhaných pasáží umožňujících jednak proniknout skrz konvenční herectví a běžné filmově instantní zachycování reality, a jednak vytvářet až hypnotické plochy soustředící se na drobné detaily záběru: nechávající ožívat věci okolo jednajících postav. Vedlejším důsledkem toho bylo, že řada filmů má extrémně dlouhou stopáž a jejich promítání nebylo až do nástupu internetu nikterak časté. Například první díl experimentálního snímku Out 1 - Noli me tangere z roku 1970 trvá třináct hodin, ačkoli před uvedením byl zkrácen o čtyři a půl hodiny scén.
Již debutový Rivettův film Paříž nám patří (1958-61) vznikal pro nezájem producentů obtížně a dlouho, často s vypůjčeným vybavením. Rivetta během doby natáčení jeho debutu "předběhly" debuty jeho generačních souputníků Chabrola, Godarda a Truffauta, které nastolily směr do něhož se Rivette se svou komplikovanou výstavbou děje a intelektuálním zaměřením příliš nehodil. Paříž nám patří nepřinesl svému autorovi divácký úspěch, ale z dnešního pohledu je to mistrovské dílo, které vneslo do světa francouzské Francouzské nové vlny nevídaný technologický perfekcionismus, a také novou temnou atmosféru s až paranoidním tématem všeobecného světového spiknutí, které bude dalším z charakteristických rysů napříč Rivettovou tvorbou.
Další Rivettův film Jeptiška (1966) podle románu Denise Diderota vznikal jako kompromisní projekt s mezinárodním hereckým obsazením vynuceným producentem a vyvolal ve své době cenzurní zákaz a vzápětí konflikt mezi mladou generací filmařů a zástupci oficiální francouzské kultury.
Větší vnější úspěch z řad publika získal Rivettovi až fantazijní yuppie příběh Céline a Julie si vyjely na lodi (1974).
Mezi další experimentální díla se řadí například obě části nedokončené filmové tetralogie Scény z paralelního života Duell (une quarantaine) (1976) anebo Severovýchodní vítr (Noroît, 1976). V době natáčení tetralogie se Rivette nervově zhroutil a její dokončení zůstalo napůl torzovité, když témata druhých dvou filmů využil pro svůj muzikál Haut bas fragile (1995) a fantasy film Příběh Marie a Juliena (2003).
Z pozdější Rivettovy filmografie vyniká v Cannes oceněná Krásná hašteřilka (1991) na motivy románu H. de Balzac a mistrovské dílo Příběh Marie a Juliena (2003). Tyto filmy překračují estetiku Francouzské nové vlny směrem do stylu postmoderny.
Rivettovým posledním snímkem se stalo drama 36 pohledů z vrcholu Saint-Loup (2009). V závěru života trpěl Alzheimerovou chorobou.

## Filmografie
| - 2007 – Nesahejte na sekeru (Vévodkyně z Langeais) - 2003 – Příběh Marie a Juliena - 2001 – Kdo ví! - 1998 – Secret défense - 1995 – Haut bas fragile - 1995 – Lumière & spol. (krátkometrážní) - 1994 – Jeanne la Pucelle II - Les prisons - 1994 – Jeanne la Pucelle I - Les batailles - 1991 – Krásná hašteřilka - 1988 – La Bande des quatre - 1985 – Hurlevent - 1984 – L'Amour par terre - 1981 – Merry-Go-Round - 1981 – Paris s'en va (krátkometrážní) - 1981 – Le Pont du Nord | - 1976 – Duelle - 1976 – Noroît - 1974 – Célina a Julie si vyjely na lodi - 1974 – Essai sur l'agression - 1974 – Naissance et mont de Prométhée (krátkometrážní) - 1974 – Out 1: Spectre - 1971 – Out 1: Noli me tangere - 1969 – Šílená láska - 1966 – Jeptiška - 1960 – Paříž patří nám - 1956 – Le Coup du berger (krátkometrážní) - 1952 – Le Divertissement (krátkometrážní) - 1950 – Le Quadrille (krátkometrážní) - 1949 – Aux quatre coins (krátkometrážní) |

- 1995 – Haut bas fragile
- 1995 – Lumière & spol. (krátkometrážní)
- 1994 – Jeanne la Pucelle I - Les batailles
- 1979 – La Mémoire courte
- 1956 – Le Coup du berger
- 1950 – Le Château de verre

- 1990 – Cinéma de notre temps: Jacques Rivette, le veilleur (televizní film)
- 1966 – Cinéma de notre temps: Jean Renoir, le patron (televizní film)
- 1964 – Cinéma de notre temps: La nouvelle vague par elle-même (televizní film)
- 1964 – Cinéastes de notre temps